# Ramona Insfrán de Codas
Ramona Insfrán de Codas (Villarrica , 1840 - Ibidem, ¿? ) fue residenta durante la Guerra de la Triple Alianza y presidenta de varias organizaciones benéficas en Villarrica.

## Biografía
Juana Ramona Insfrán Speratti nació en la ciudad de Villarrica el año 1840, hija de José Saturnino Insfran Azcona y de Doña Josefa del Rosario de la Cruz Speratti y hermana de Juliana Insfrán de Martínez esposa del Cnel. Francisco Martínez; contrajo matrimonio con el Juez de Paz Cosme Codas Carisimo (Italo/Paraguayo), durante su matrimonio tuvo 7 hijos, uno de sus hijos fue el 1° Intendente de Villarrica Don Cosme Codas, otro de su hijo fue el 5° Intendente de Asunción Don Antonio Codas, su hijo Daniel Codas fue periodista y senador de la República y su hijo Federico Codas fue Ministro de Relaciones Exteriores.
Durante la Guerra de la Triple Alianza, como muchas mujeres paraguayas Doña Ramona de Codas donó sus joyas por la causa nacional, fue elegida con otras mujeres para representar al pueblo de Villarrica en la Capital Asunción para la entrega de la ofrenda al Mariscal López.
Transcripción de la Donación de Joyas:
¡Viva la Republica del Paraguay!
Villarrica, marzo 15 de 1867
Joyas y alhajas pertenecientes a las que suscriben Ramona Insfran y de su hija Bacilia Coda, y que manifiestan a la comisión encargada de la toma de razón de otros objetos para la ofrenda de las hijas de la Patria al Jefe Supremo de la Republica para aumentar los elementos de la heroica defensa de la causa nacional.
Dos cadenas de lentejuelas de oro, con peso de dos onzas, nueve adormes
Seis pares sarcillos, un par crisolito en plata otro de pendiente en otro con catorce piedras de topacio, dos pares canutos, uno con hijos de coral engarzado, otro de dos pendientes y otro par de oro francés con dos piedras finas, todo con peso de una onza catorce adormes
Cuatro anillos de ramales y una sortija esta con tres piedras  todo ello con peso de trece adormes
Un prendedor con una piedra de topacio con peso de dos y medio adormes
Un Rosario de granos de oro con una Cruz y un mondadientes con peso de una Onza y medio Adorme
Ocho canutillos con Peso de un adorme
Durante la Guerra Grande Ramona de Codas fue confinada a Caaguazú por orden del Mariscal López,  al ser cuñada del Cnel. Francisco Martínez acusado de traición, llegó a Caaguazú a pie y vivió en una casa en Toro Blanco, probablemente en la Estancia del Estado.
Después de haber terminado la Guerra, la señora Ramona se dedicó a organizaciones benéficas siendo presidenta de la Sociedades de Beneficencia y Pro-templo de Villarrica. En 1902 organizó, con un grupo de damas de la sociedad villarriqueña, una asamblea para recordar las víctimas de la Guerra.

## Galería de Imágenes
|                                 |
| Damas de la sociedad pro-templo |

|                                                 |
| Don Cosme Codas Insfrán hijo de Ramona de Codas |

|                                               |
| Antonio Codas Insfrán hijo de Ramona de Codas |

|                                                    |
| Juliana Insfrán Speratti hermana de Ramona Insfrán |